# 卞亦文
卞亦文（1972年—），收藏家，祖籍江苏扬州，北京中汉拍卖有限公司董事长。于2006年成功收藏一部古抄本《红楼梦》。

## 收藏《红楼梦》抄本
2006年6月，卞亦文以18万元在上海敬华拍卖公司拍得一部《红楼梦》残抄本。抄本仅存前10回及58个回目，序言落款书名眉盦，“文介私印”，题记右下角盖“上元刘氏图书之印”章。经研究确认此人为《上元刘氏家谱》中的刘文介。卞藏本在与其它抄本作对比时，发现了大量异文，可见其应是一部早期抄本的残本，可能早于甲戌本。